# 南昌道駅
南昌道駅（ナムチャンドえき、남창도역）は、現在の朝鮮民主主義人民共和国江原道金化郡に存在した金剛山電気鉄道の駅（廃駅）である。

## 歴史
- 1936年5月1日：開業[1]。
- 1950年：朝鮮戦争により廃止。